# Khachapuri

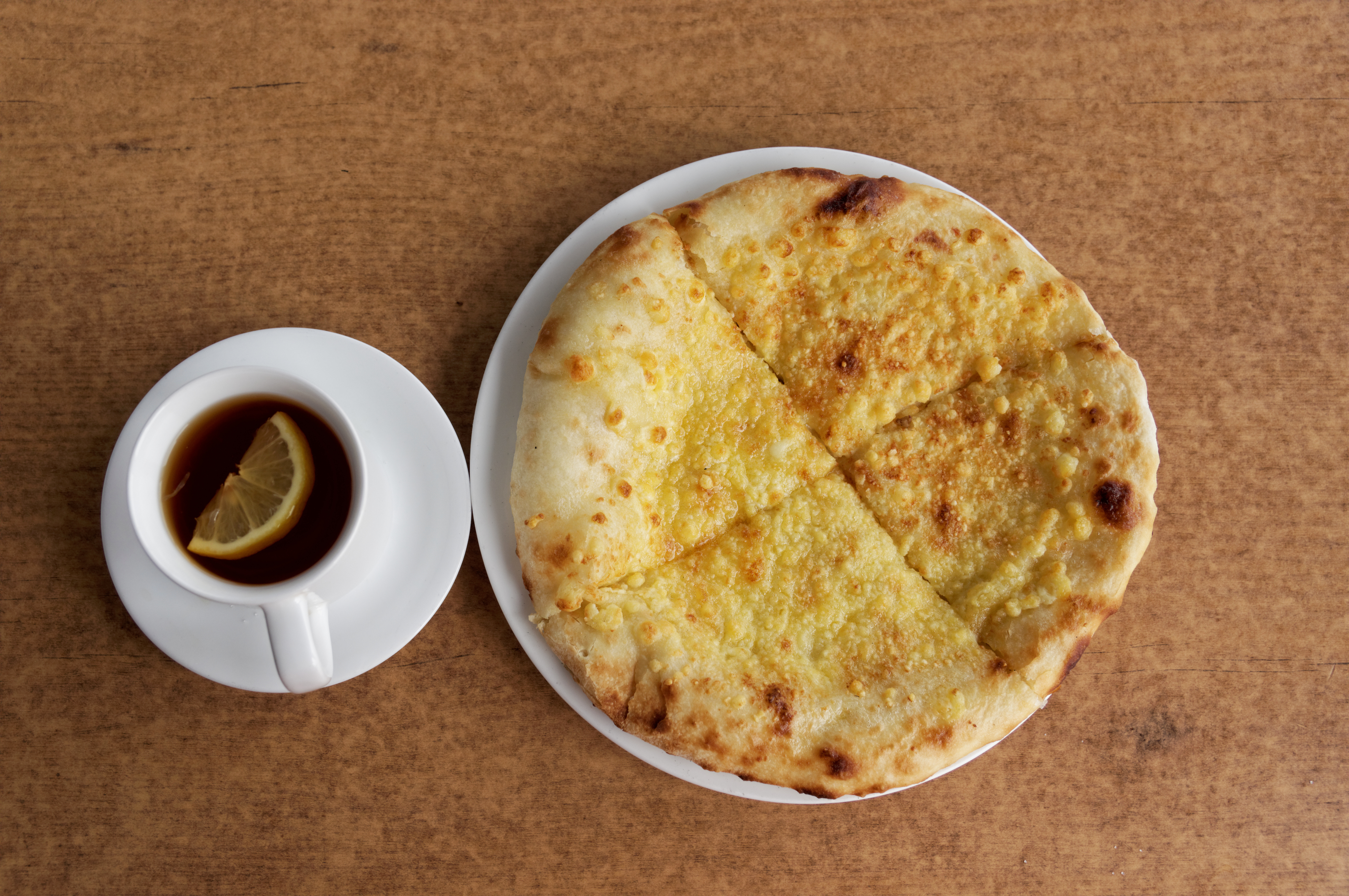
Bánh khachapuri vùng Megrelia

Khachapuri (tiếng Gruzia: ხაჭაპური khach'ap'uri  [χɑtʃʼɑpʼuɾi] ⓘ từ tiếng Gruzia: ხაჭო phát âm tiếng Gruzia: [χatʃʼo] "sữa đông" + tiếng Gruzia: პური phát âm tiếng Gruzia: [pʼuri] "bánh mì") là món ăn truyền thống của Gruzia, món bánh mì nhân pho mát. Bánh mì được ủ men và nổi lên, nặn thành nhiều hình dạng khác nhau, sau đó đổ hỗn hợp pho mát (tươi hoặc già, phổ biến nhất là pho mát Khachapuri chuyên dụng) vào giữa, thêm trứng và các nguyên liệu khác. Theo truyền thống, bánh mì được xé ra và nhúng vào phần hỗn hợp pho mát ở giữa.
Món ăn này rất phổ biến ở Gruzia, ở trong nhà hàng lẫn món ăn đường phố. Là một loại lương thực chính của Gruzia, giá làm khachapuri được sử dụng làm thước đo lạm phát ở các thành phố khác nhau của Gruzia bằng "chỉ số khachapuri" do Trường Quốc tế Kinh tế tại Đại học Bang Tbilisi phát triển. Đây là món ăn truyền thống của Gruzia, được ghi vào danh sách di sản văn hóa phi vật thể của Gruzia. Thay mặt cho sáng kiến của Hiệp hội ẩm thực Georgia, ngày 27 tháng 2 đã được chọn làm Ngày Khachapuri, để kỷ niệm món bánh đặc trưng của Gruzia cũng như quảng bá món ăn này đến với bạn bè quốc tế.

## Biến thể của Khachapuri
Có rất nhiều loại khachapuri khác nhau ở Gruzia:
- Imereti (Imeruli) khachapuri là loại phổ biến nhất, được làm bằng men chứa đầy Imereti, một loại pho mát muối màu trắng.[6]
- Adjara (Acharuli/Adjaruli/Lazi), được đặt tên bởi Adjara, một vùng của Gruzia trên Biển Đen là một khachapuri hình chiếc thuyền, với pho mát, bơ và lòng đỏ trứng ở giữa. Theo truyền thống, phô mai imeruli và sulguni được sử dụng.
- Megrelian khachapuri (Megruli) giống với Imereti, nhưng có nhiều pho mát hơn.
- Achma, đến từ Abkhazia, có nhiều lớp và nhìn giống như lasagna không có sốt.
- Guria (Guruli) khachapuri có trứng luộc xắt nhỏ bên trong và trông giống như calzone hình lưỡi liềm. Món ăn thường được ăn vào dịp lế Giáng sinh và được gọi đơn giản là "chiếc bánh Giáng sinh". Ở phần còn lại của Gruzia, nó được gọi là "bánh Gurian."
- Ossetia (Osuri) khachapuri gồm khoai tây và pho mát làm nhân của chiếc bánh. Món ăn này thường được gọi là khabizgini.
- Svanuri lemzira
- Rachuli khachapuri
- Samtskhe–Javakheti penovani khachapuri được làm bằng bột bánh phồng phủ đầy pho mát, tạo nên nhiều loại bánh bông lan khác nhau.

## Bên ngoài Gruzia
Khachapuri còn rất được ưa chuộng ở Các quốc gia hậu Xô viết, trong đó có Nga. Được biết, 175.000 chiếc khachapuri đã được tiêu thụ trong kỳ Thế vận hội Mùa đông 2014 ở Sochi. Khachapuri là món ăn đường phố phổ biến ở Armenia, thường được bán trong các nhà hàng hoặc căng tin trường học. Ngoài ra, món ăn này ngày càng trở nên phổ biến như một món ăn dành cho bữa ăn nửa buổi tại Israel, nơi mà được người Do Thái Gruzia mang đến.